# Гладышев, Ярослав Вадимович
Ярослав Вадимович Гладышев (род. 5 мая 2003, Киров) — российский футболист, нападающий московского «Динамо» и сборной России.

## Клубная карьера
Сын футболиста Вадима Гладышева. С четырёх лет — в Академии футбола имени Юрия Коноплёва, где работал тренером его отец, первые тренеры — Геннадий Танких и Александр Куров. Через девять лет перешёл в академию московского «Динамо» имени Льва Яшина, тренеры Виталий Гришин и Дмитрий Половинчук. 11 сентября 2020 года дебютировал в молодёжном первенстве против «Чертаново» (3:1), забив два мяча. 25 ноября в игре против той же команды (11:3), выйдя после перерыва, забил пять мячей. 3 октября провёл первую игру за «Динамо-2» в первенстве ПФЛ. 22 сентября 2021 года в гостевом матче Кубка России против «Динамо» Ставрополь (6:0) дебютировал в составе главной команды, выйдя на 62-й минуте и забив на 71-й минуте пятый мяч «Динамо». 22 октября провёл первый матч в РПЛ, в домашнем матче против «Химок» (4:1) выйдя на 68-й минуте.
В декабре 2022 года продлил контракт с клубом до июня 2026 года, а в июне 2025 года контракт был продлён до леа 2030 года.

## Карьера в сборной
В квалификационном раунде отборочного турнира юношеского чемпионата Европы 2022 забил три мяча — по одному в каждом матче.
25 мая 2025 года Гладышев впервые был вызван в основную сборную тренером Валерием Карпиным на матчи против сборных Нигерии и Беларуси. 6 июня дебютировал за сборную России в матче против сборной Нигерии, заменив Максима Глушенкова на 61-й минуте (1:1).
10 июня Гладышев в гостевом матче против сборной Беларуси (4:1) забил первые мячи за сборную, оформив покер за 52 минуты матча. Также он стал рекордсменом по самому раннему хет-трику в истории сборной России, так как Гладышев его оформил к 33-й минуте первого тайма. Прошлый рекорд принадлежал Владимиру Бесчастных, который в 2001 году за сборную России оформил хет-трик за 38 минут в матче против сборной Швейцарии (4:0). Также Гладышев стал третьим футболистом в истории сборной, забившим четыре мяча в одном матче. До этого четыре мяча в одном матче забивали только Артём Дзюба и Олег Саленко.

## Достижения
«Динамо» (Москва)
- Бронзовый призёр чемпионата России (2): 2021/22, 2023/24

Личные
- Лучший футболист месяца Российской премьер-лиги: апрель 2025[13]